# Verrières (Aube)
Verrières è un comune francese di 1 782 abitanti situato nel dipartimento dell'Aube nella regione del Grand Est.

## Società

### Evoluzione demografica
Abitanti censiti